# Charles Curtis
Pour les articles homonymes, voir Charles Gordon Curtis, Charles W. Curtis et Curtis.
Charles Curtis, né le 25 janvier 1860 à Topeka (Kansas) et mort le 8 février 1936 à Washington, D.C., est un avocat et homme politique américain. Membre du Parti républicain, il est vice-président des États-Unis entre 1929 et 1933 dans l'administration du président Herbert Hoover. Il est le premier, et à ce jour le seul, descendant d'Amérindiens à avoir atteint un tel poste.

## Biographie
Il est le fils d'Orren Arms Curtis, blanc d'ascendance européenne et d'Ellen Papin, d'origine amérindienne issue d'une tribu de Kaws et sœur de Louis Papa.
Après la mort de sa mère, Curtis déménage chez ses grands-parents maternels Louis Papin et Julie Gonville, qui vivent sur une réserve de la nation kaw, qui peine alors à nourrir les siens. Le 1er août 1868, une centaine de guerriers cheyennes attaque la zone. Un homme part quérir de l’aide auprès du gouverneur et parcourt près de cent kilomètres, à pieds, accompagné de Curtis, 8 ans, qui aimera plus tard raconter qu’il a fait le chemin tout seul. L’escarmouche se conclut sans blessés graves, mais les grands-parents paternels de Curtis demandent que leur petit fils viennent vivre avec eux, en ville, pour sa sécurité. 
Les Curtis poursuivent l'éducation de leur petit-fils, qui apprend l’anglais et oublie vite ses langues maternelles : le kaw et le français. Plus tard, il entreprend des études de droit et rejoint le barreau en 1881. Avocat de profession exerçant à Topeka, il entame une carrière politique sous les couleurs du Parti républicain et se fait élire à sept reprises à la Chambre des représentants des États-Unis entre 1893 et 1907 dans le quatrième district congressionnel.
En 1898, il propose et fait adopter la loi qui porte son nom (Curtis Act) et qui étend le pouvoir du gouvernement fédéral sur les affaires indiennes. En 1907, il rejoint le Sénat des États-Unis où il ne siège que jusqu'en mars 1913, n'ayant pas réussi à se faire réélire. Il est cependant en 1911 par intérim président pro tempore de l'assemblée après le compromis interpartisan trouvé à la suite de la démission de William P. Frye.
En novembre 1914, il réussit à se faire élire de nouveau sénateur sur le second siège de l'État (classe 3) et siège de 1915 à 1929 après plusieurs réélections. Entre 1925 et 1929, il est par ailleurs chef de la majorité au Sénat. Cette même année, il devient le 31e vice-président des États-Unis après avoir été nommé sur le ticket républicain par Herbert Hoover.
En 1932, l'équipe fédérale exécutive sortante est battue par le démocrates menés par Franklin Delano Roosevelt. 
Le 30 juillet 1932, il ouvre les Jeux olympiques de Los Angeles.
Charles Curtis retourne à la vie civile et meurt à Washington, D.C. le 8 février 1936. Il est enterré au cimetière de Topeka, dans le Kansas.